# Château de Confolens
Du château de Confolens à Confolens en Charente il reste les murailles et le donjon carré.

## Historique
Saint Gauthier y est né en 990 et c'est son père qui commandait la garnison du seigneur du lieu, le comte de Jourdain seigneur de Chabanais.
Aymard, seigneur de Chabanais, aurait construit ce château, d'après les cartulaires de l'abbaye de Lesterps.
En 1023 le château est assiégé par Bernard comte de la Marche.
En 1091, Boson III, autre comte de la Marche, y trouva la mort en tentant de l'assiéger.
Le donjon daterait du XIIe siècle. Au milieu du XIIIe siècle le château s'intègre dans un système défensif protégeant la ville.
Les seigneurs de Chabanais réussissent à se défendre de leurs voisins, les La Rochefoucauld, les comtes d'Angoulême et les vicomtes de Rochechouart.
Par mariages puis ventes à partir de 1130, le château passe dans les mains de grands seigneurs qui n'y résident pas ; seule la salle de l'auditoire aux fonctions judiciaires était utilisée.

## Architecture
Les remparts de granit rose sont percées d'une porte étroite en arc brisé.
Une courtine rejoint le donjon carré.

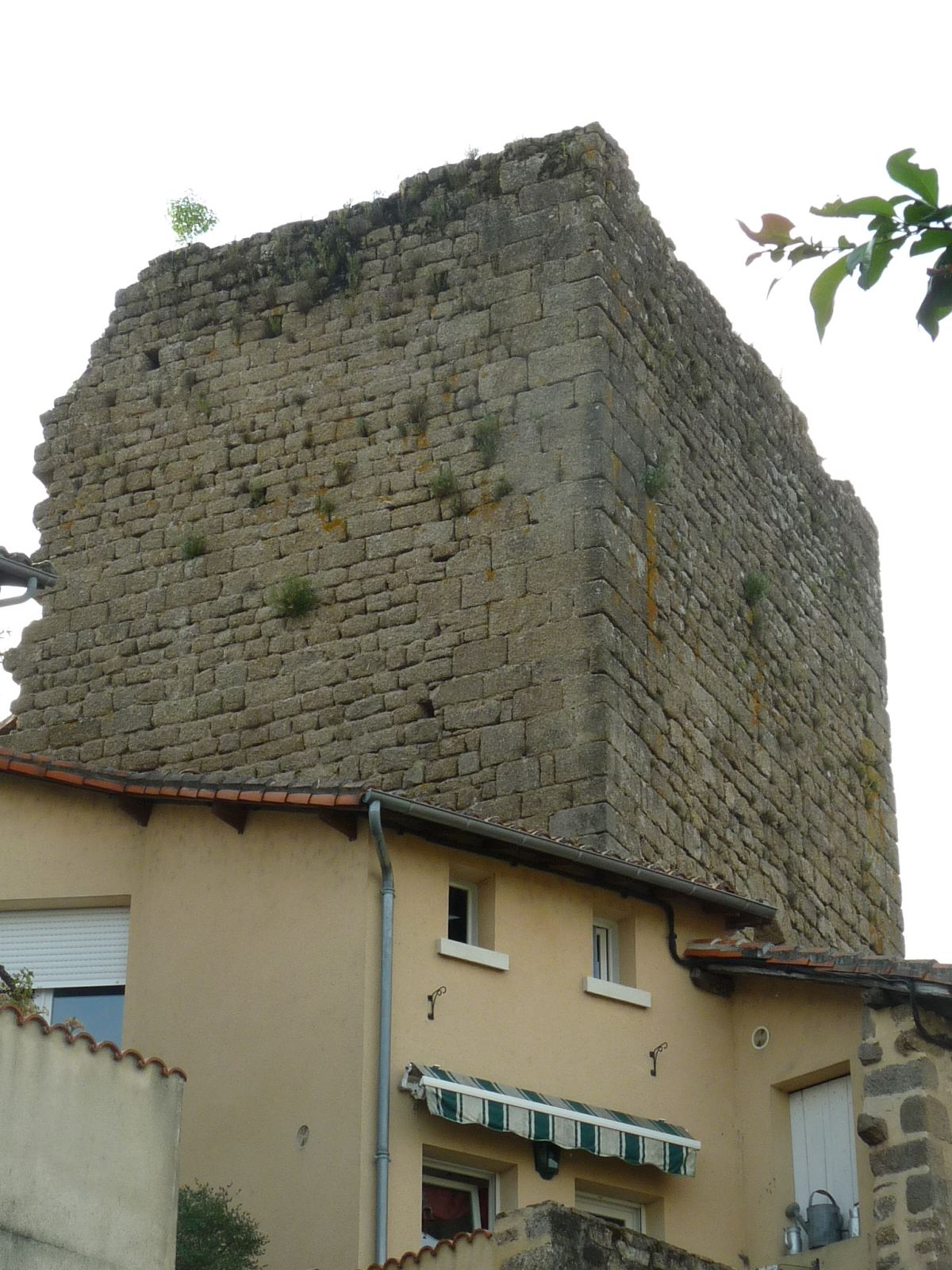
Le donjon
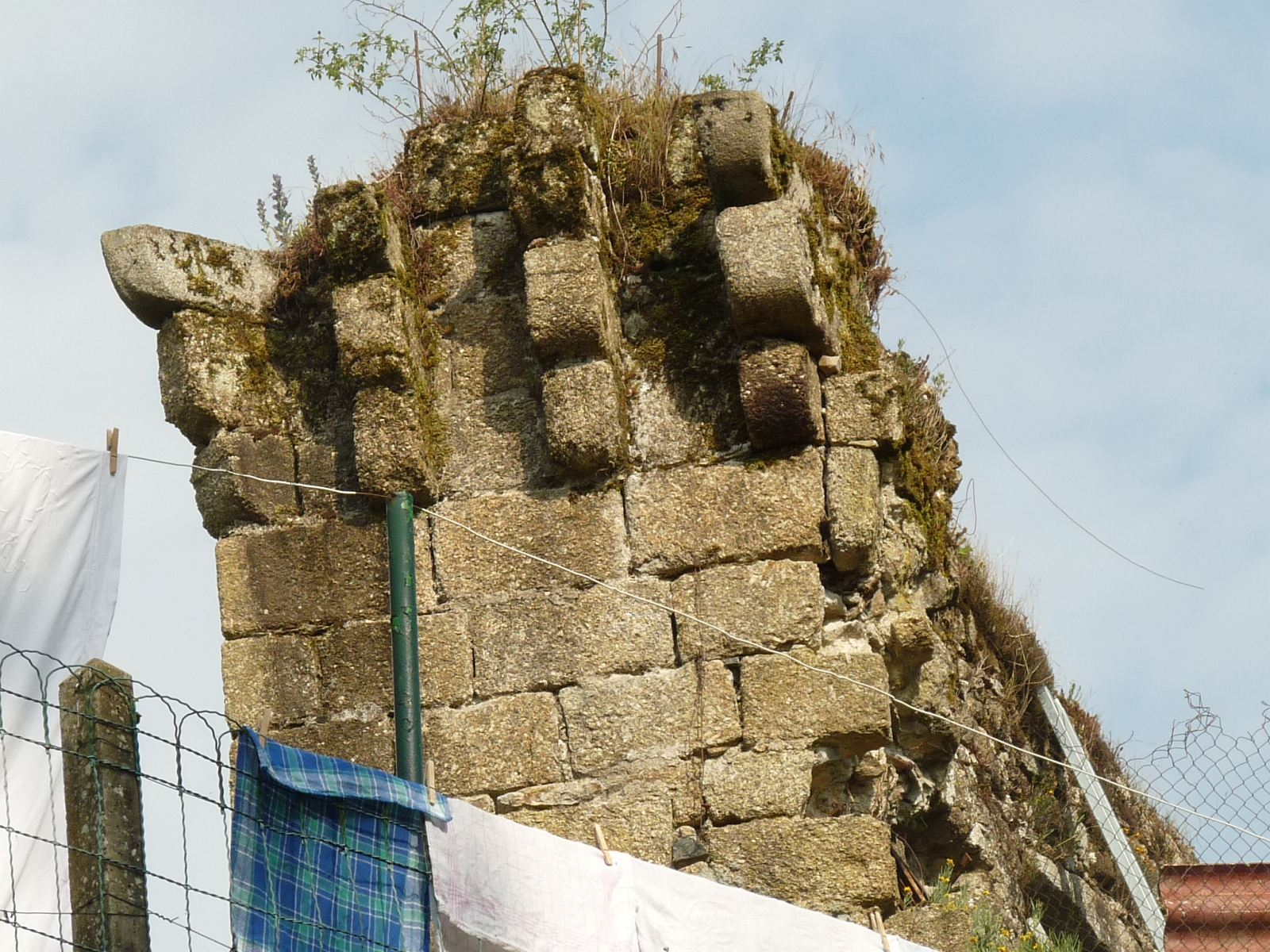
Détail
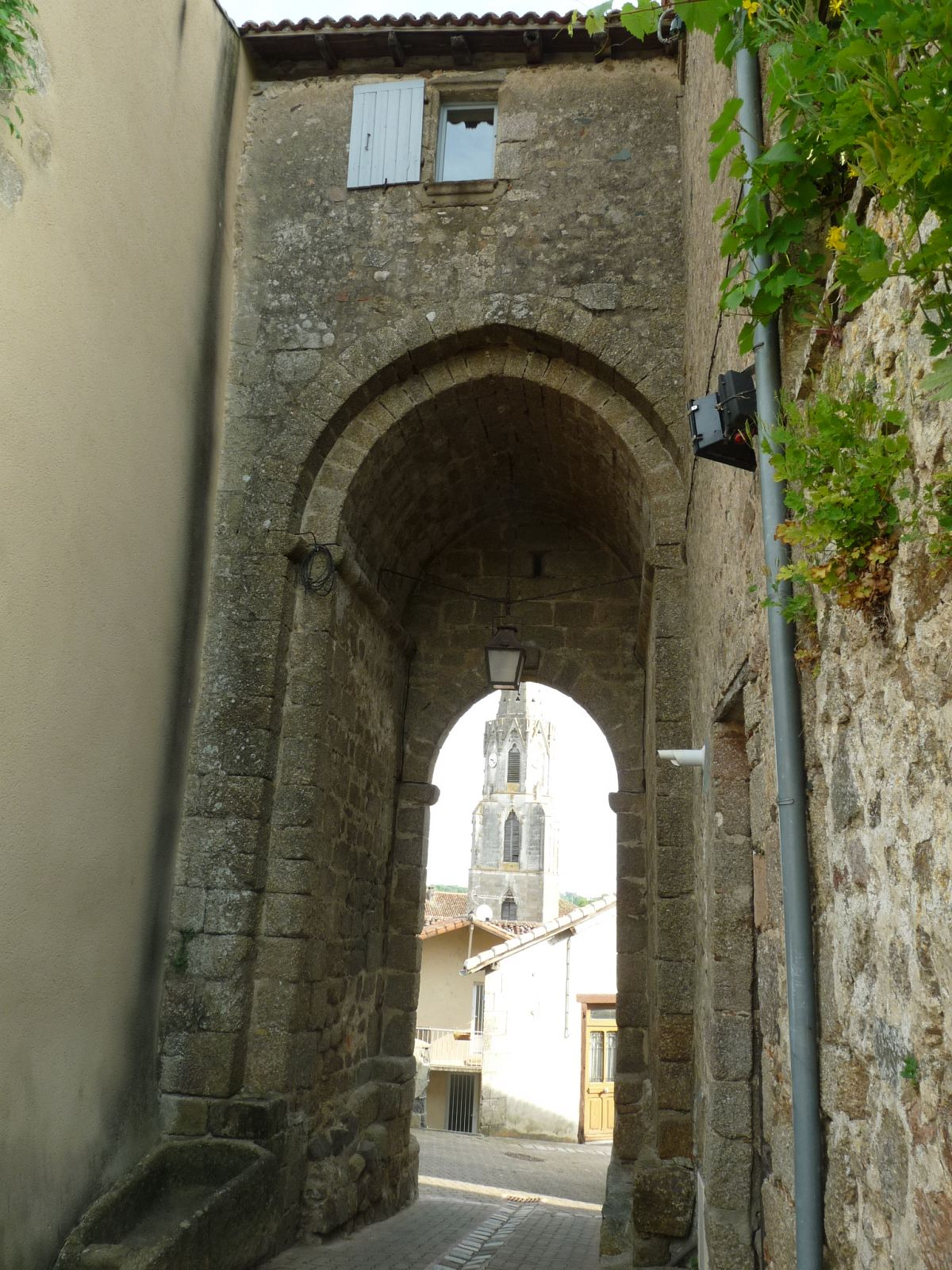
Porte de ville